# Беньковиці (Ратиборський повіт)
Беньковиці (пол. Bieńkowice) — село в Польщі, у гміні Кшижановиці Ратиборського повіту Сілезького воєводства.
Населення — 1186 осіб (2011).

## Демографія
Демографічна структура станом на 31 березня 2011 року:
|          | Загалом | Допрацездатний вік | Працездатний вік | Постпрацездатний вік |
| -------- | ------- | ------------------ | ---------------- | -------------------- |
| Чоловіки | 582     | 120                | 393              | 69                   |
| Жінки    | 604     | 101                | 373              | 130                  |
| Разом    | 1186    | 221                | 766              | 199                  |